# Paramycodrosophila anomala
Paramycodrosophila anomala is een vliegensoort uit de familie van de fruitvliegen (Drosophilidae). De wetenschappelijke naam van de soort werd voor het eerst geldig gepubliceerd in 1954 door Marshall R. Wheeler.